# Voetbalkampioenschap van Saale-Elster 1926/27
In 1926/27 werd het tiende voetbalkampioenschap van Saale-Elster gespeeld, dat georganiseerd werd door de Midden-Duitse voetbalbond. Weißenfelser FV Schwarz-Gelb werd kampioen en plaatste zich voor de Midden-Duitse eindronde. De club versloeg VfB 1909 Eisleben en SuS 1898 Magdeburg en verloor dan met 6:0 van Chemnitzer BC. 

## Gauliga
| Plaats | Club                            | Wed. | W  | G | V  | Saldo | Ptn.  |
| ------ | ------------------------------- | ---- | -- | - | -- | ----- | ----- |
| 1.     | Weißenfelser FV Schwarz-Gelb 03 | 18   | 14 | 3 | 1  | 83:24 | 31:5  |
| 2.     | TuRV 1861 Weißenfels            | 18   | 12 | 1 | 5  | 60:32 | 25:11 |
| 3.     | SpVgg 1919 Teuchern             | 18   | 10 | 2 | 6  | 63:40 | 22:14 |
| 4.     | Zeitzer BC 1903                 | 18   | 9  | 2 | 7  | 47:38 | 20:16 |
| 5.     | Naumburger SpVgg 05             | 18   | 7  | 5 | 6  | 47:35 | 19:17 |
| 6.     | SpVgg 1910 Zeitz                | 18   | 9  | 1 | 8  | 39:45 | 19:17 |
| 7.     | SC 1903 Weißenfels              | 18   | 7  | 1 | 10 | 43:55 | 15:21 |
| 8.     | SV Blau-Gelb Weißenfels         | 18   | 5  | 1 | 12 | 35:67 | 11:25 |
| 9.     | BC 1920 Naumburg                | 18   | 4  | 2 | 12 | 28:63 | 10:26 |
| 10.    | SV Wacker Corbetha              | 18   | 4  | 0 | 14 | 10:56 | 8:28  |

|  | Kampioen, geplaatst voor Midden-Duitse eindronde |
|  | Degradatie                                       |